# George Prideaux Robert Harris
George Prideaux Robert Harris (1775 - 1810) fou un supervisor suplent i naturalista de Tasmània, Austràlia. Descrigué molts dels marsupials de l'illa, com el diable de Tasmània i el llop marsupial. També descrigué algunes espècies vegetals.